# Djellidet
Djellidet, Djelidett ou Djelidet (arabe : جليدات) est l'une des tribus berbères qui ont vécu dans le sud-est de la Tunisie, plus particulièrement dans la région de Tataouine.
Elle appartient à la division généalogique des Ouerghemma,.

## Groupes principaux
Il existe deux groupes principaux au sein de cette tribu en fonction de leur résidence : ceux qui vivent près ou dans le centre de Tataouine se nomment Djellidet de Tataouine (جليدات تطاوين), tandis que ceux vivant dans des villages éloignés de la ville se nomment Djellidet Beni Blell (جليدات بني بلال), du nom du village principal, Beni Blell, qui existe encore de nos jours.
Chaque groupe est dirigé par un cheikh, un chef de tribu, et chacun figure dans des documents officiels, tels que des textes législatifs et réglementaires. Durant le protectorat français, cette région de la Tunisie (Tataouine et ses environs) est placée sous un régime militaire, appelé officiellement « Affaires militaires du Sud ».

## Histoire
La tribu est nommée en l'honneur de Sidi Abdullah Boujida (سيدي عبد الله بوجليده), fils de Sidi Mohamed Sayeh, qui désigne « un nomade dans l'espace spirituel »[incompréhensible]. Il vit à Tunis, où il étudie à la Zitouna, puis débute un voyage à travers le pays dans un mysticisme spirituel, avant de s'installer à Tataouine. Son mausolée existe encore et préserve son impact spirituel. Les Djellidet partagent leur allégeance à la figure spirituelle de Sidi Abdullah Boujida, considéré comme le grand-père de la tribu.

## Population
La tribu compte 2 800 personnes en 1886, chiffre qui monte à 5 280 en 1921 puis à 7 601 en 1936 ; la population de Tataouine est alors de 50 986.